# Provincia di Mendoza
Mendoza è una provincia dell'Argentina centro occidentale, nella regione del Cuyo. Situata nella parte occidentale del Paese, confina ad ovest con il Cile e da nord, in senso orario, con le province di San Juan, San Luis, La Pampa, Río Negro e Neuquén. Il capoluogo è l'omonima città di Mendoza. Con una superficie di 148.827 km², pari al 5,35% della superficie totale argentina, è la settima provincia più estesa del paese. La popolazione stimata per il 2022 è di 2.014.533 abitanti, dato che la rende la quinta regione più popolata del Paese, pari al 4,38% della popolazione totale nazionale.

## Geografia

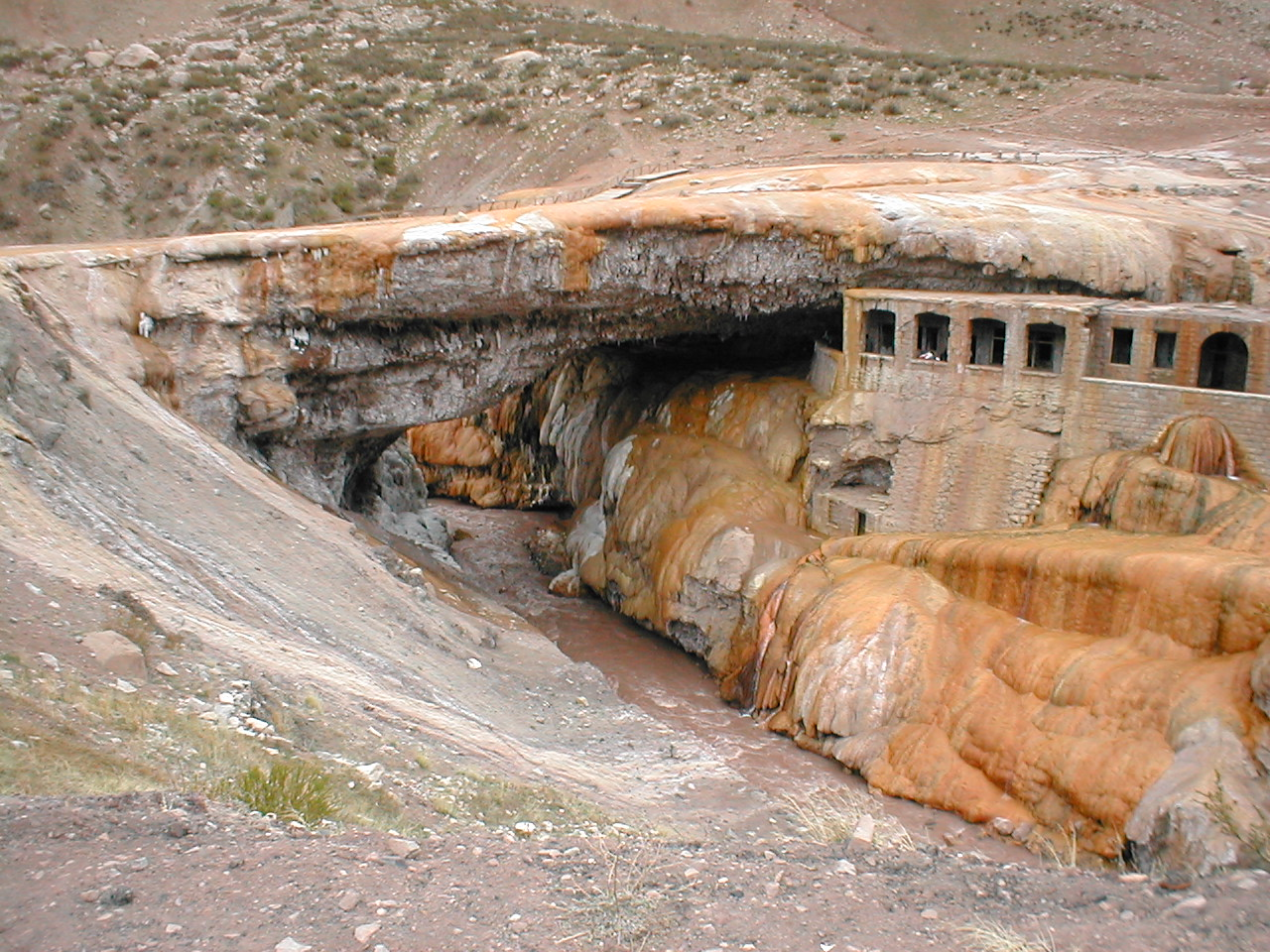
Il Puente del Inca, una geoforma in forma di ponte naturale sopra il fiume Las Cuevas (Le Cave).

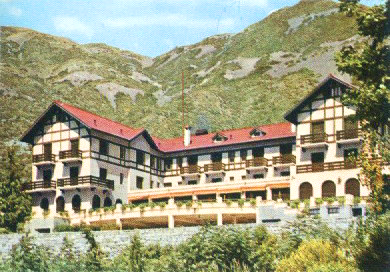
Hotel delle terme di Villavicencio.

Nella provincia si trovano le montagne più alte del mondo al di fuori dell'Asia, come l'Aconcagua e il Tupungato, parte della cordigliera delle Ande. Quasi immediatamente a est comincia la Precordigliera e subito dopo la pendenza di un pedipiano stepposo. Le zone più basse sono nel nordest, nelle Lagune di Guanache, e i suoi stagni attualmente sono quasi disseccati dalla fine del secolo XIX. Tale ambiente di Guanacache è condiviso con le province di San Luis e San Juan ed è abitato da popolazioni creole di origini miste europee e discendenti degli Huarpe.

Nel sudest sottolineano il massiccio i vulcani chiamato La Payunia, pieno di curiose geoforme, e la grossa gola del fiume Atuel.

## Geografia antropica
La popolazione umana si concentra su enormi oasi di irrigazione e in valli precordiglierane, abitate quasi totalmente da gente argentina oriunda dell'Italia, Spagna e Francia e "portoghesi" provenienti dalle Azzorre, catturati dagli spagnoli (XVIII secolo) e i gauchi. Questa popolazione da molto più di un secolo ha fatto della Provincia di Mendoza una delle zone principali produttrici di vino, come la Valle di Uco (Valle de Uco). È così che da questa estesa provincia argentina proviene eccellente frutta, specialmente uva, ed eccellenti vini e, grazie i suoi grandi oliveti, anche olio di oliva, pomodori e noce da frutto.

## Storia
I primi abitanti conosciuti furono i barbuti Huarpe nella regione del Cuyo (tali abitanti, come quasi tutti gli indigeni dell'Argentina, avevano molto bassa densità demografica), nel secolo XVI arrivarono i conquistatori spagnoli europeizzando la regione di Il Cuyo. In 1810 l'immensa maggioranza della popolazione era già gaucha e tale popolazione aderì entusiasta alla Rivoluzione di Maggio che emancipò l'Argentina; in quel tempo (1816) risaltò il primo governatore di Mendoza e di tutta l'antica Provincia di Il Cuyo: il liberatore José de San Martín che dall'Il Cuyo lanciò le sue spedizioni, di successo, emancipatrici dal Cile e dal Perù.

Ai fine del secolo XIX la Provincia di Mendoza ricevette una grande immigrazione dall'Italia, dalla Spagna e dalla Francia passando allora ad essere una delle principali province dell'Argentina.

### Suddivisioni amministrative
La provincia di Mendoza è suddivisa in 18 dipartimenti:
- Capital (Mendoza)
- General Alvear (General Alvear)
- Godoy Cruz (Godoy Cruz)
- Guaymallén (Villa Nueva)
- Junín (Junín)
- La Paz (La Paz)
- Las Heras (Las Heras)
- Lavalle (Villa Tulumaya)
- Luján de Cuyo (Luján de Cuyo)
- Maipú (Maipú)
- Malargüe (Malargüe)
- Rivadavia (Rivadavia)
- San Carlos (San Carlos)
- San Martín (San Martín)
- San Rafael (San Rafael)
- Santa Rosa (Santa Rosa)
- Tunuyán (Tunuyán)
- Tupungato (Tupungato)

Nella provincia di Mendoza, ogni dipartimento corrisponde ad un comune, che dunque risultano essere 18. I dipartimenti/comuni sono a loro volta suddivisi in distretti (distritos), eccetto il dipartimanto di Capital che invece è suddiviso in 12 sezioni (secciones) numerate.

## Galleria d'immagini

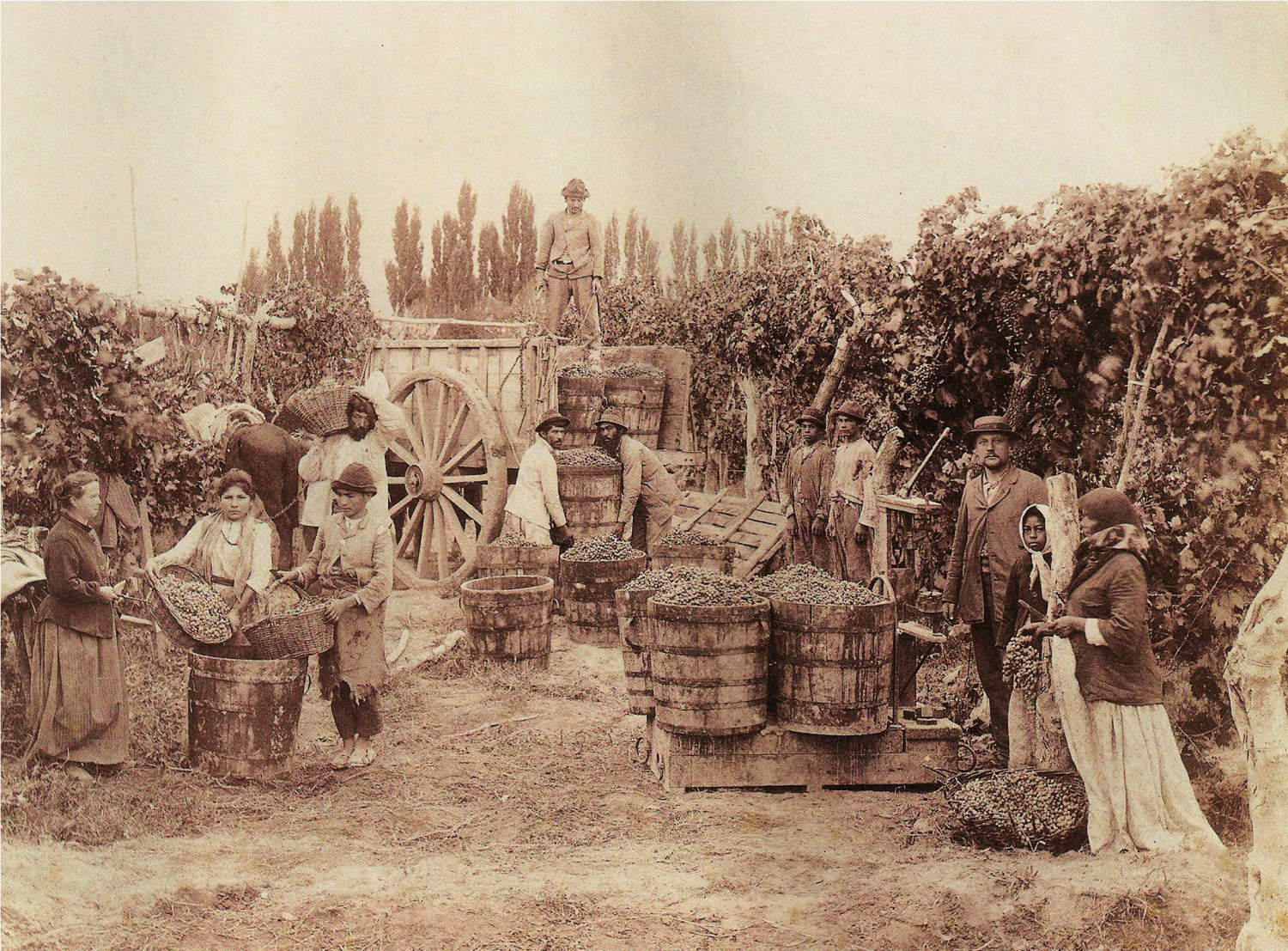
Mendoza vendemmia verso l'anno 1890.
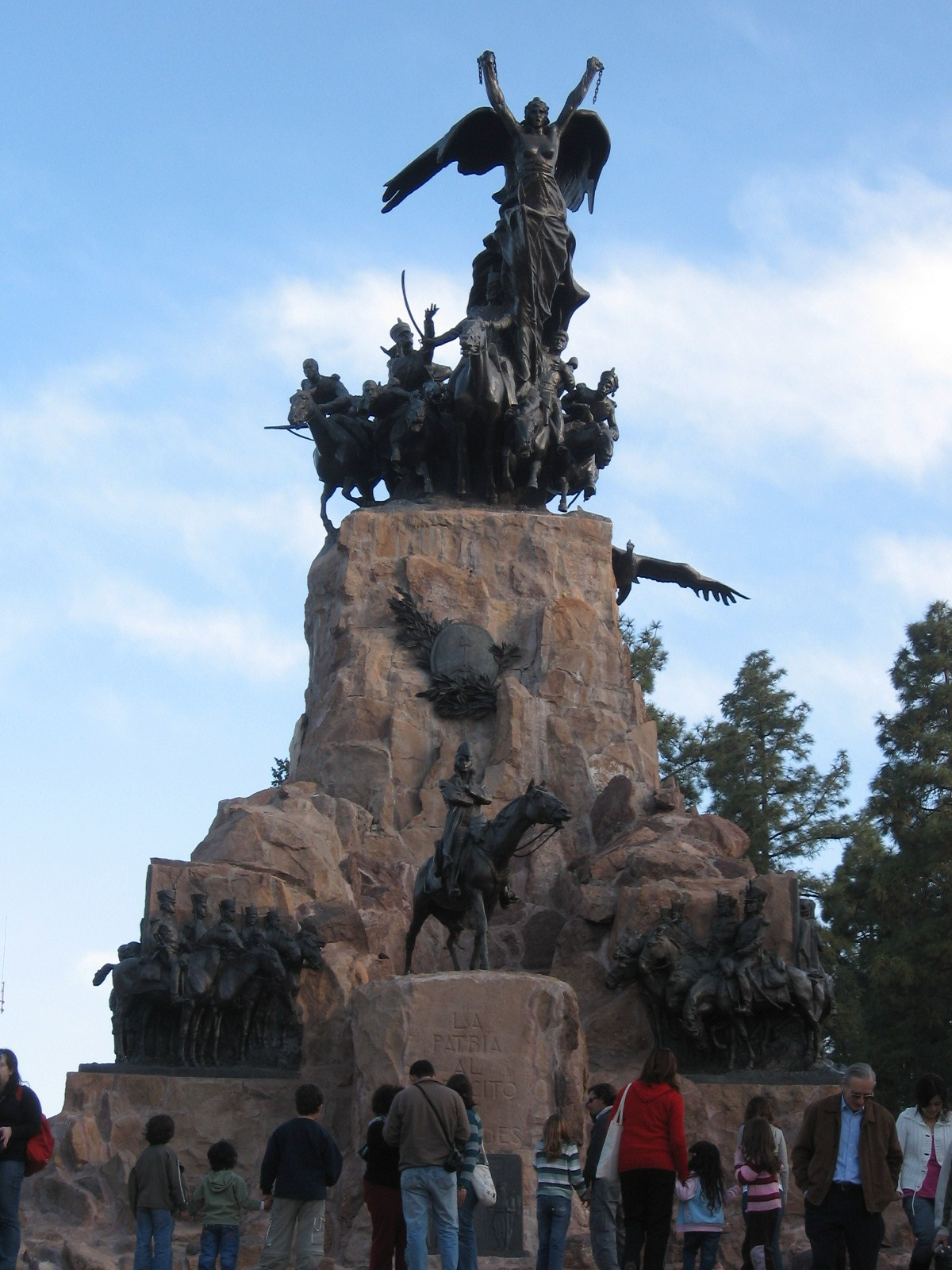
Monumento all'Esercito delle Ande, opera di Juan Manuel Ferrari, situato sul Cerro de la Gloria
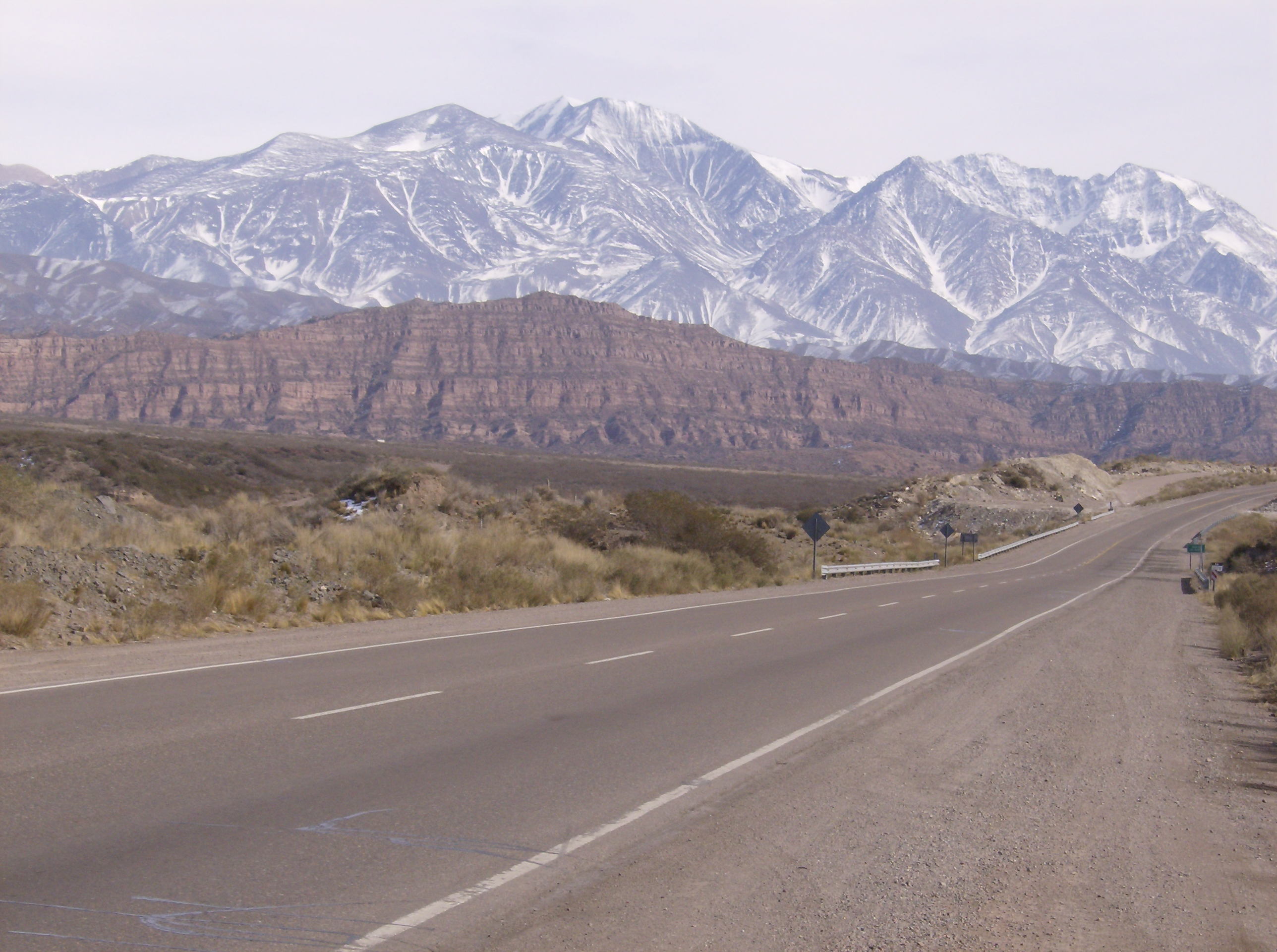
Le Ande innevate viste dall'Autostrada Nazionale Argentina N° 7
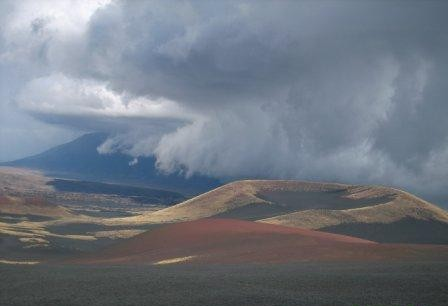
La Payunia
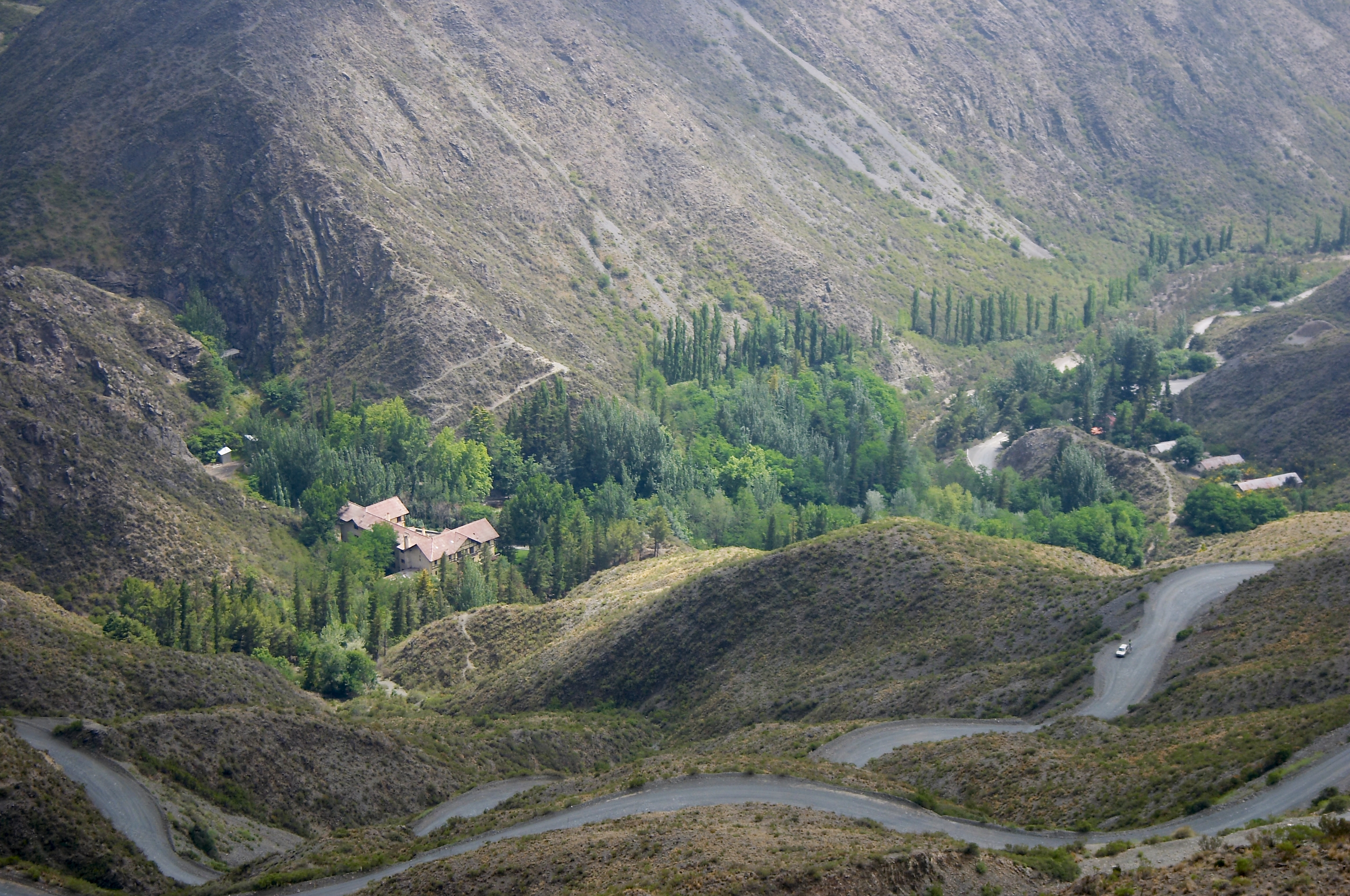
La stretta valle di Villavicencio
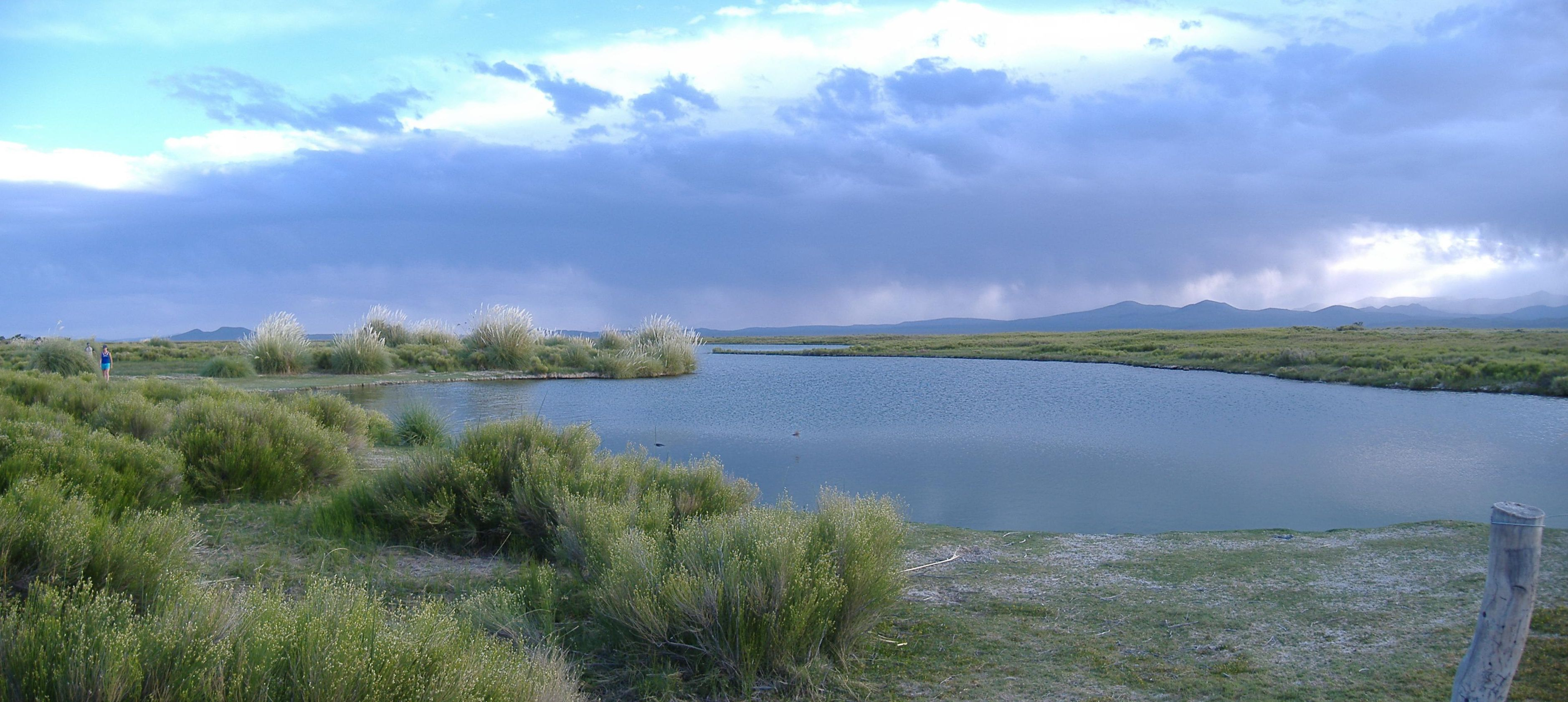
Lago Llancanelo in Malargüe
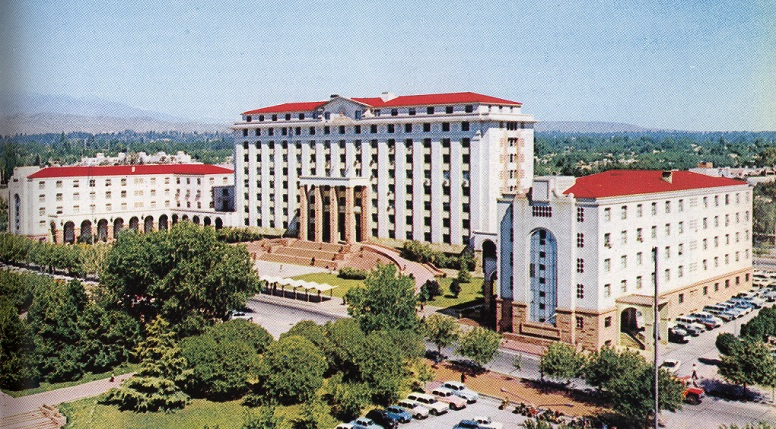
Palazzo del Governo di Mendoza (Casa de Gobierno de Mendoza)
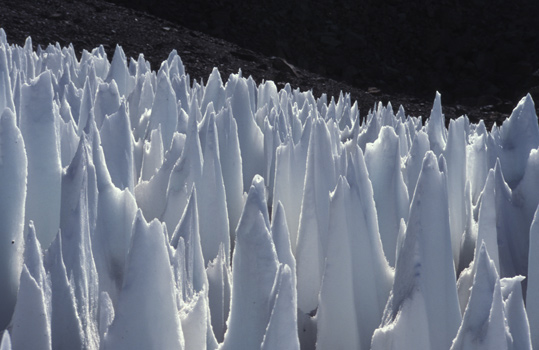
Los Penitentes (I Penitenti: formazioni di ghiacciai tipiche della cordigliera delle Ande nelle province argentine di Mendoza e in quella di San Juan).
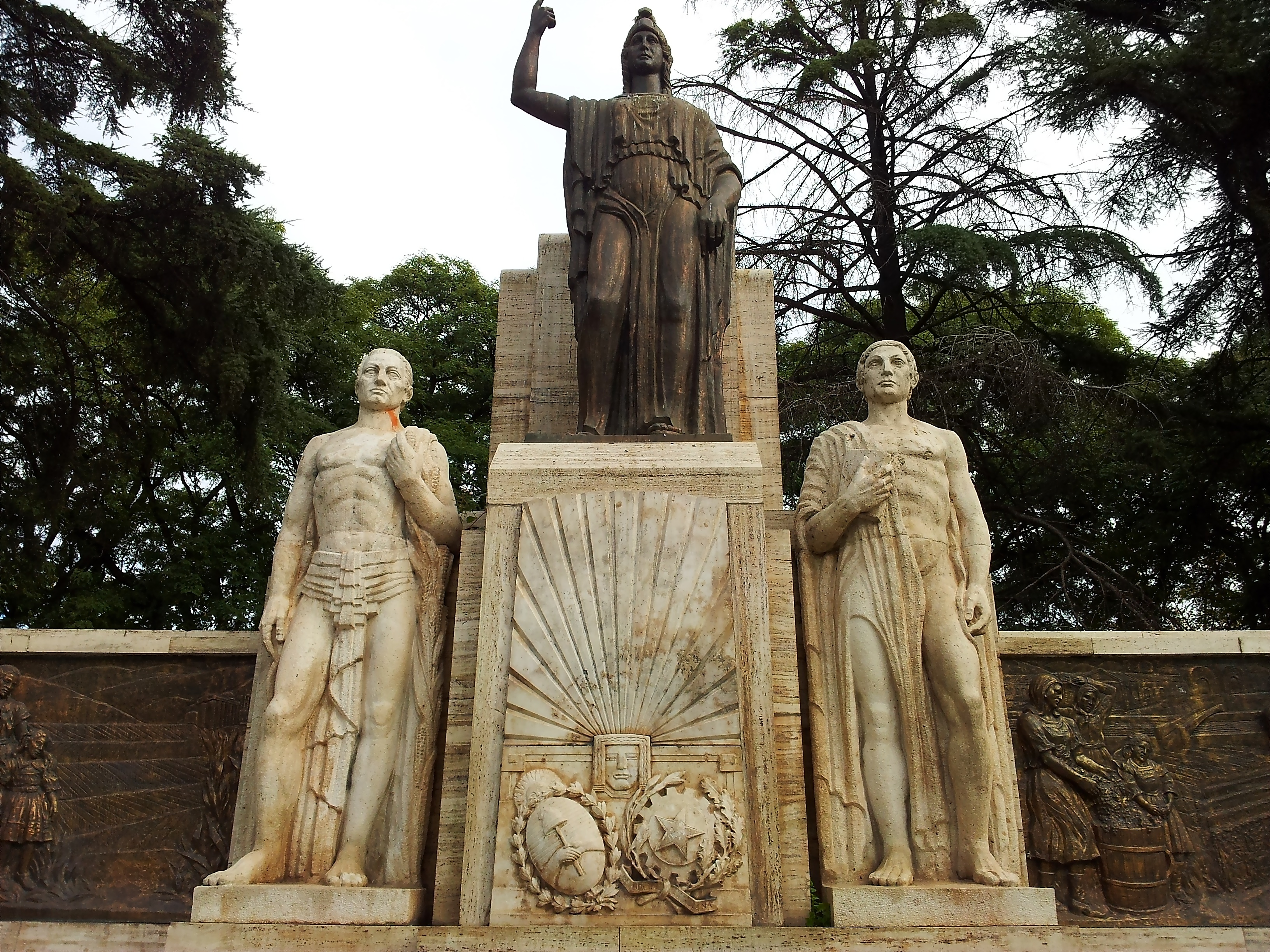
Monumento all'eredità italiana nella Piazza Italia della città di Mendoza.
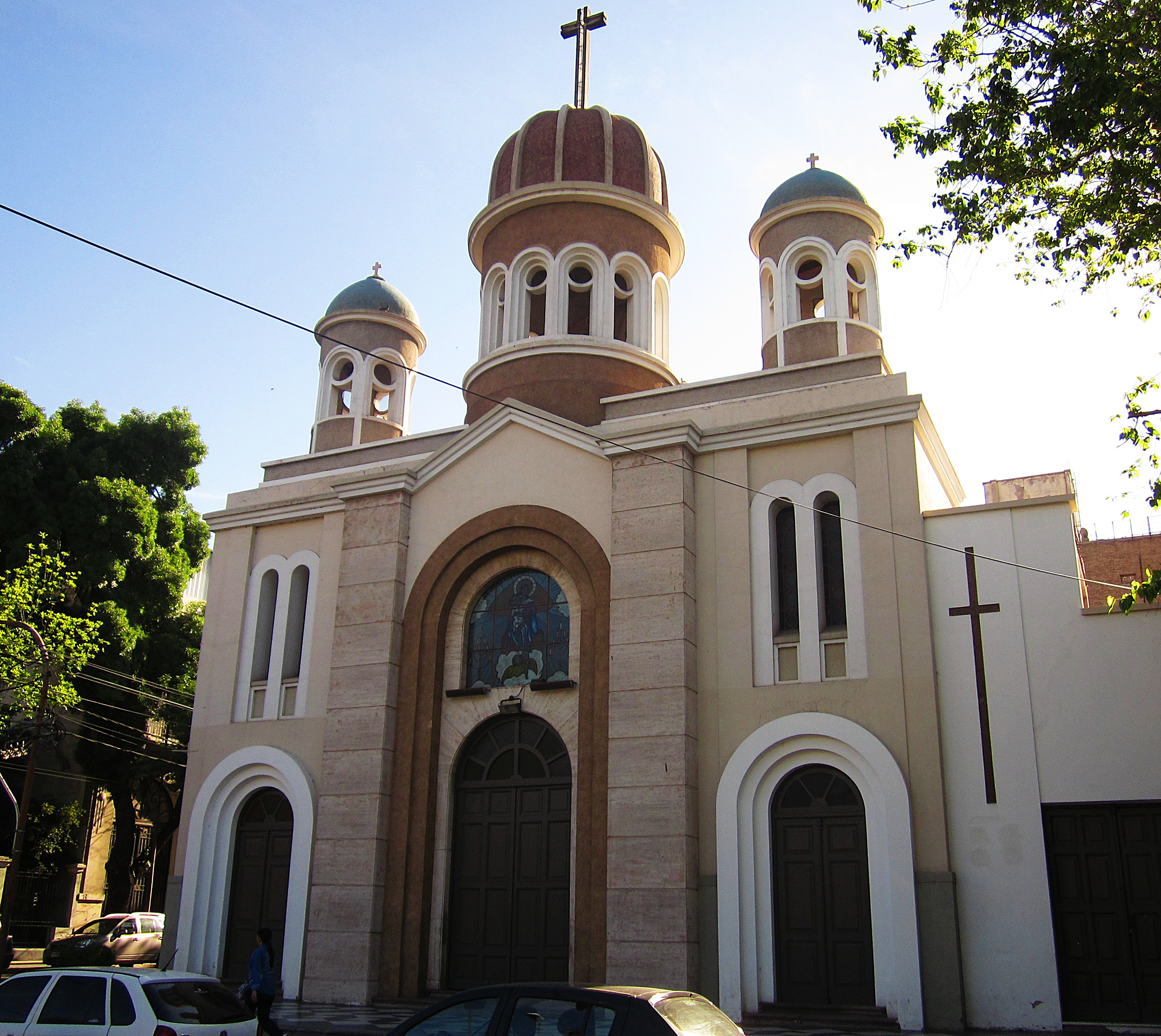
La cattedrale Nostra  Signora di Loreto. Progettata provvisoriamente nel 1934 sulle fondamenta dell'antica cattedrale distrutta dal sisma del 1861.
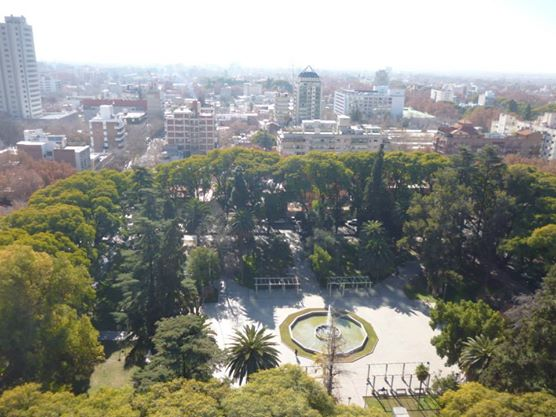
Veduta della Plaza España (Piazza Spagna)  nella città di Mendoza .
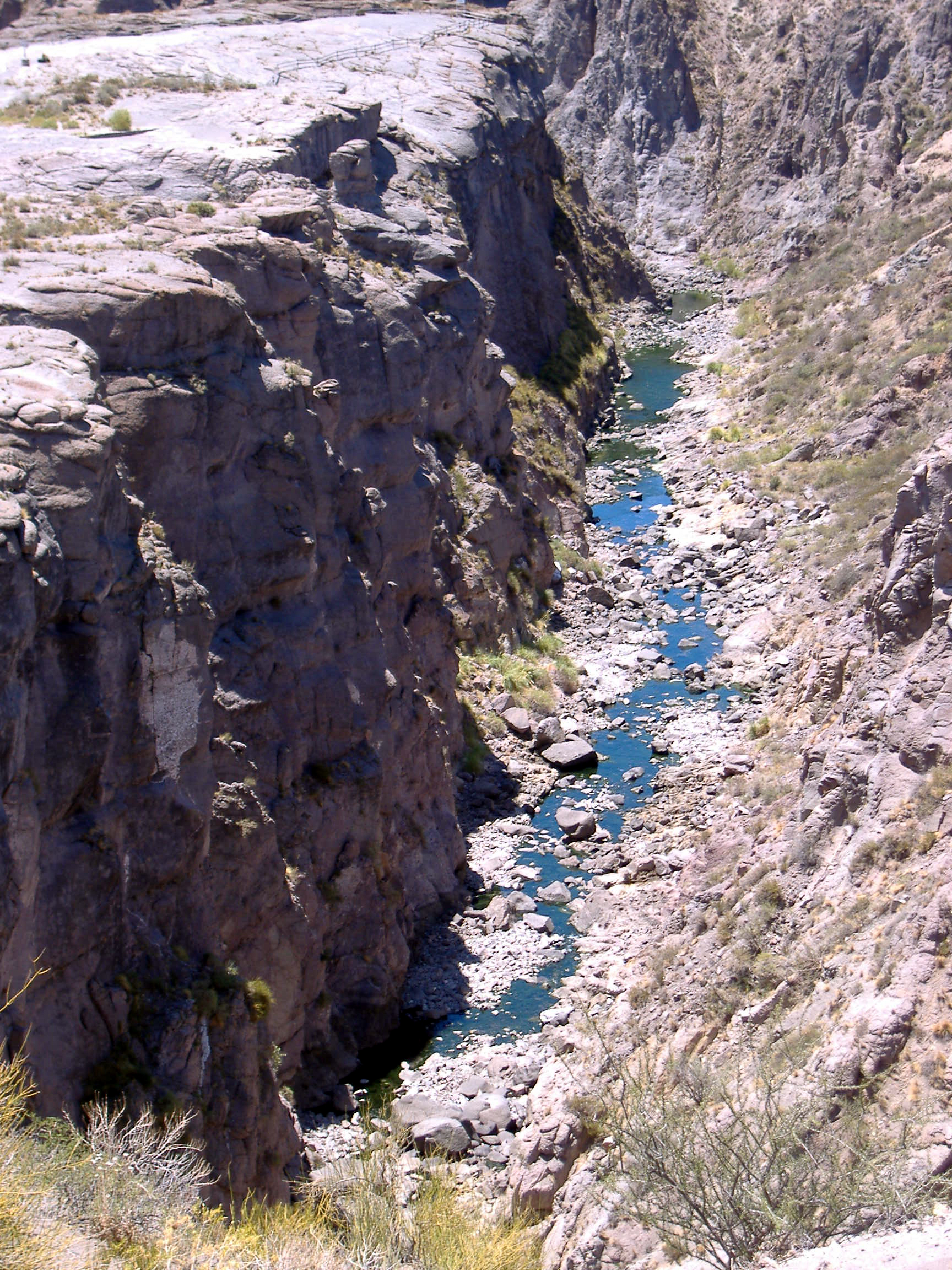
Veduta della gola del fiume Atuel.

## Curiosità
Il videogioco Aconcagua è interamente ambientato nella regione di Mendoza, che nel gioco è uno stato indipendente chiamato Meruza.